# Philippine Airlines
Philippine Airlines (ursprünglich Philippine Air Lines, kurz PAL) ist die nationale Fluggesellschaft der Philippinen mit Sitz in Manila und Basis auf dem Ninoy Aquino International Airport.

## Geschichte

### Gründung und erste Jahre

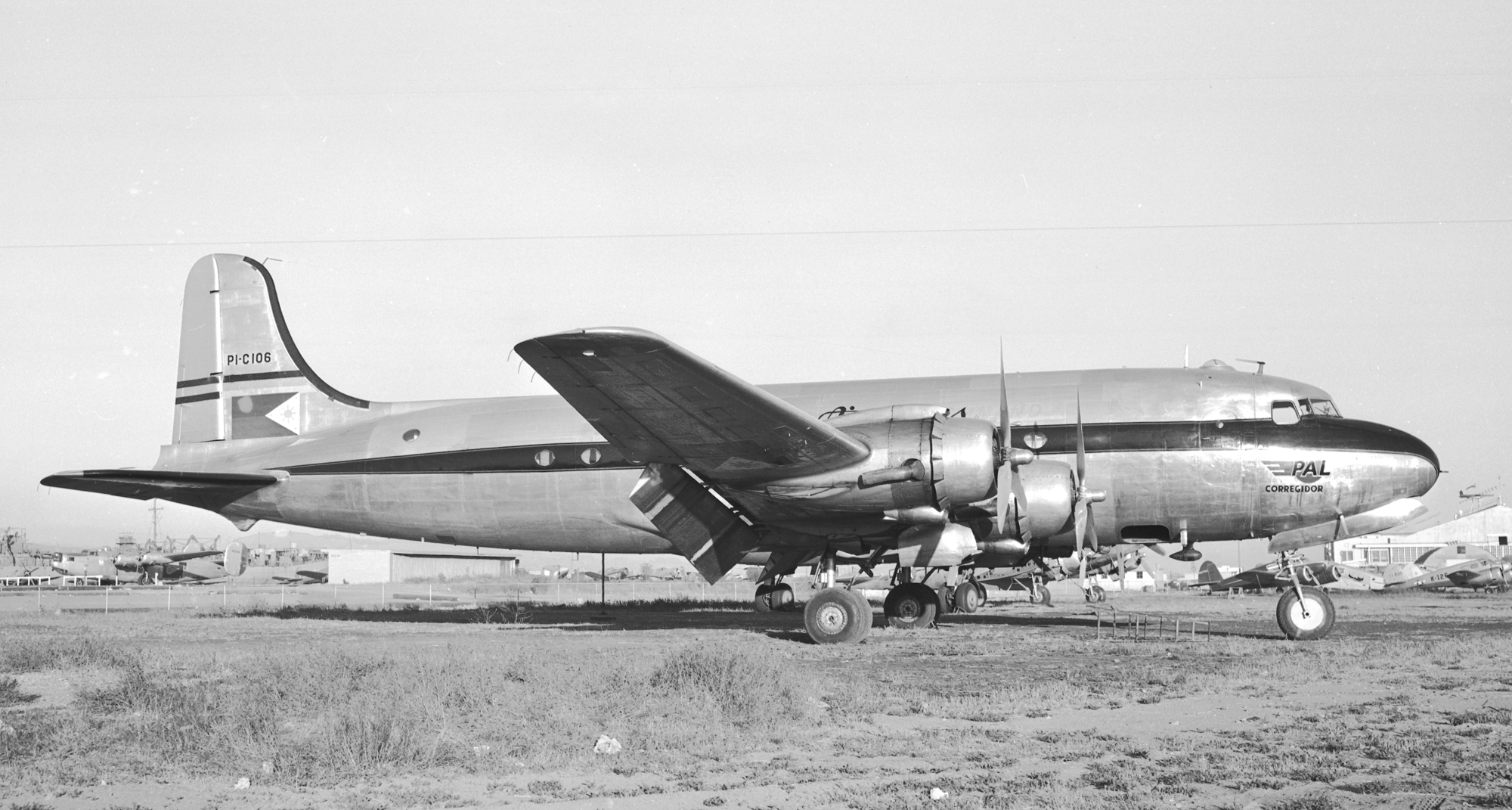
Douglas DC-4 der Philippine Airlines im Jahr 1948

Philippine Airlines wurde am 26. Februar 1941 von mehreren Geschäftsleuten gegründet und ist die älteste noch aktive asiatische Fluggesellschaft. Im März 1941 nahm man mit einer Beechcraft Model 18 den Flugbetrieb auf. Die tägliche Route war die Strecke zwischen Manila und Baguio. Bedingt durch die japanische Invasion im Zweiten Weltkrieg auf den Philippinen musste aber bereits Ende 1941 der Flugbetrieb eingestellt werden.
Nach der Befreiung nahm die Fluggesellschaft am 14. Februar 1946 ihren Flugbetrieb mit fünf Douglas DC-3 wieder auf; 15 Ziele wurden nun angeflogen. Im selben Jahr beauftragte PAL die US-amerikanische Transocean Air Lines mit der Durchführung ihrer Langstreckenflüge in die USA und nach Europa; damit war Philippine Airlines die erste asiatische Fluggesellschaft, die Flüge nach Kalifornien anbot, wenn auch nicht mit eigenen Maschinen. Im Jahr 1947 übernahm Philippine Airlines Far East Air Transport und mit ihr die Routen nach Bangkok, Hongkong, Shanghai, Kalkutta und später Madrid sowie den Bestand an fünf Douglas DC-4. PAL eröffnete im selben Jahr eine Linienverbindung von Manila nach San Francisco.
Im Jahr 1954 wurden alle internationalen Flüge – mit Ausnahme der Strecke nach Hongkong – eingestellt. Dafür wurde das nationale Streckennetz erheblich ausgebaut. Erst 1962 wurde die erste Auslandsroute nach San Francisco in Zusammenarbeit mit KLM wieder eröffnet.

### Jet-Zeitalter

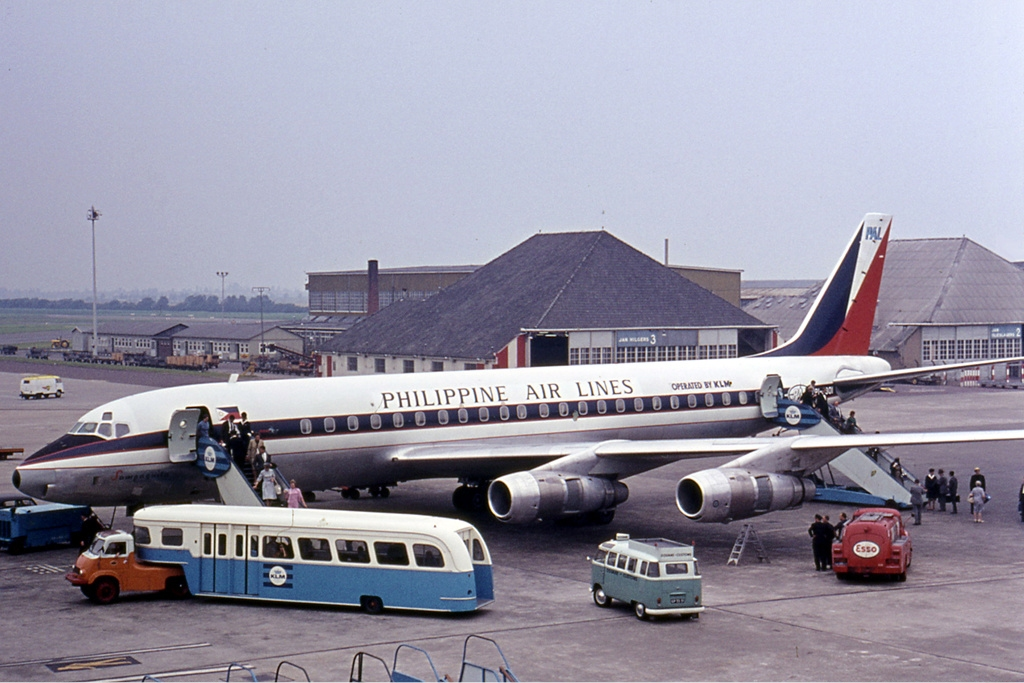
Douglas DC-8 der Philippine Airlines im Jahr 1964

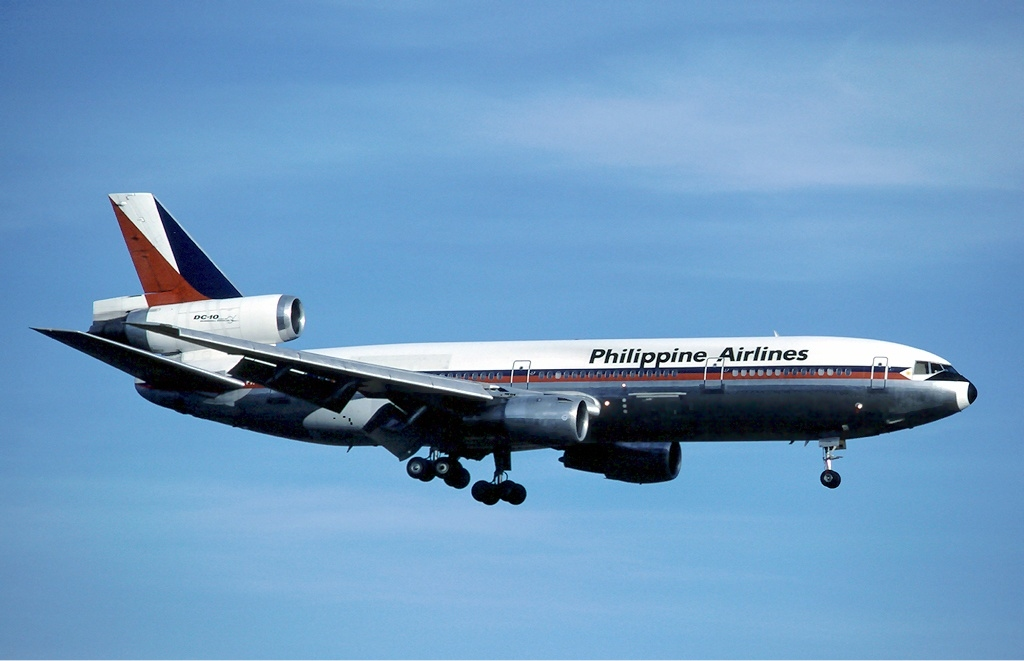
McDonnell Douglas DC-10-30 der Philippine Airlines im Jahr 1982

Im Mai 1966 kamen die ersten BAC 1-11 zur Flotte, 1969 die Douglas DC-8. Mit den DC-8 wurden die Routen nach Rom, Frankfurt und Amsterdam wiedereröffnet.
Im Jahr 1974 übernahm Philippine Airlines die beiden Fluggesellschaften Filipinas und Air Manila. Kurz danach erhielt sie die ersten McDonnell Douglas DC-10, welche die DC-8 ersetzten und geleast wurden. Im Jahr 1979 kamen Boeing 747 und Airbus A300B4 zur Flotte hinzu. Im Jahr 1988 ersetzten Maschinen des Typs Fokker 50 die Hawker-Siddeley HS 748 und ab 1990 kamen Boeing 737-300 als Ersatz für die BAC 1-11 hinzu.
Im Jahr 1996 erhielt das Unternehmen den ersten Airbus A340-300. Für 1998 war ein weiterer Umbau der Flotte vorgesehen, aber am 23. September 1998 musste Philippine Airlines zunächst wegen länger andauernder Personalstreiks und der Asienkrise mit damit verbundenen finanziellen Problemen den Flugbetrieb einstellen. Einige Wochen später wurde der Betrieb wieder aufgenommen, nachdem das Streckennetz stark eingeschränkt, Teile der Flotte verkauft oder retourniert und Personal abgebaut worden war.

### Entwicklung seit 2000

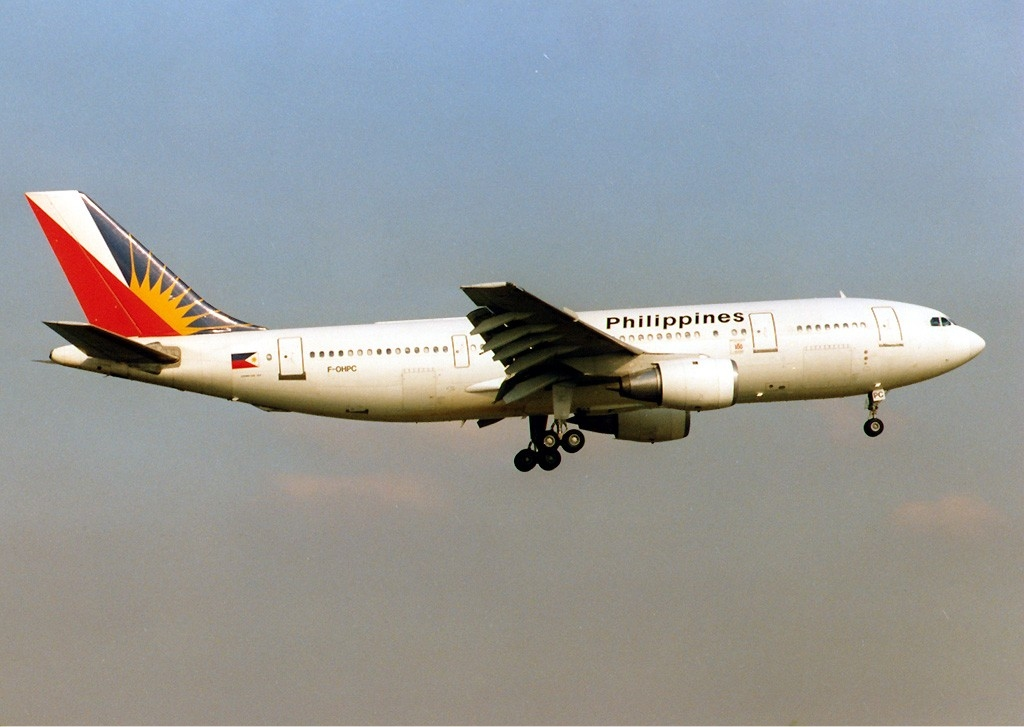
Airbus A300 der Philippine Airlines im Jahr 1996

Im Jahr 2000 wurde die Fluggesellschaft nach sechs schlechten Jahren wieder profitabel. Ausgewiesen wurde ein Gewinn von rund 44,2 Millionen Pesos. Im selben Jahr verkaufte die Gesellschaft das Hangar-Geschäft an Lufthansa Technik, welche die Wartung der Flugzeuge von PAL übernahm. Ebenfalls wurde ein System eingeführt, welches Buchungen per E-Mail erlaubt. Im Jahr 2001 wurde gar ein Gewinn von 419 Millionen Pesos erwirtschaftet. Das internationale Geschäft wurde wieder aufgenommen mit Flugzielen in Südostasien, Australien und Vancouver in Kanada. Daneben wurde ein Vielfliegerprogramm eingeführt.
Im Jahr 2003 beschaffte sich PAL eine neue Boeing 747-400, die fünfte Maschine dieses Typs in ihrer Flotte. Im selben Jahr wurde Las Vegas ins Programm aufgenommen sowie die europäischen Ziele Paris und Amsterdam mit Codeshare-Abkommen mit Air France und KLM. Durch die Fusion von Air France und KLM musste Paris allerdings wieder aus dem Programm gestrichen werden. Die Flotte wurde mit zwei Airbus A320-200 erneuert. E-Ticketing wurde eingeführt.
Nach 15 Jahren wurde 2005 wieder Peking angeflogen. Acht neue Airbus wurden bestellt und vier geleast. Die Übernahme einer A319-100 wurde verschoben, weil Philippine Airlines nicht über genügend Piloten verfügte.
Im Jahr 2008 musterte man die letzte Boeing 737 aus der Flotte aus. Des Weiteren unterzeichnete Philippine Airlines mit Air Philippines einen Kooperationsvertrag, sodass Air Philippines ihre De Havilland DHC-8 unter dem Namen PAL Express als Billigfluggesellschaft auf Regionalstrecken einsetzt. PAL Express nahm den Flugbetrieb am 5. Mai 2008 mit der Strecke Manila–Boracay auf, 2010 stellte sie ihn jedoch wieder ein. Seit März 2013 führt Air Philippines unter dieser Marke erneut Flüge für Philippine Airlines durch.
Am 30. März 2010 wurde die Fluggesellschaft wie alle anderen Fluggesellschaften des Landes auf die Liste der Betriebsuntersagungen für den Luftraum der Europäischen Union gesetzt. Die Europäische Kommission begründete dies mit den für die EU nicht ausreichenden Sicherheitsstandards. Diese Entscheidung wurde am 10. Juli 2013 aufgehoben, wodurch Flüge in den Luftraum der EU wieder erlaubt sind.
Im Februar 2019 ging Philippine Airlines mit der japanischen ANA Holdings eine Kooperation ein, die u. a. eine strategische Beteiligung der ANA Holdings an 9,5 % der Aktien von Philippine Airlines beinhaltet.
Am 4. September 2021 meldete die Fluggesellschaft in den USA Reorganisations-Konkurs nach Chapter 11 an. Dem Antrag zufolge gehören Rolls-Royce und Lufthansa Technik zu den größten ungesicherten Gläubigern.

## Flugziele

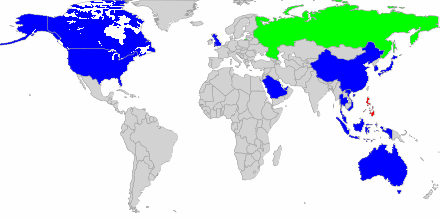
Flugziele der PAL

Philippine Airlines fliegt von seinen Drehkreuzen in Manila und Mactan-Cebu Ziele im Nahen Osten, Australien, Nordamerika und viele Städte in Asien an. 
Codesharing
Codeshare-Abkommen bestehen mit Cathay Pacific, Etihad Airways, Gulf Air, Malaysia Airlines, PAL Express, Turkish Airlines und Westjet Airlines.

## Flotte

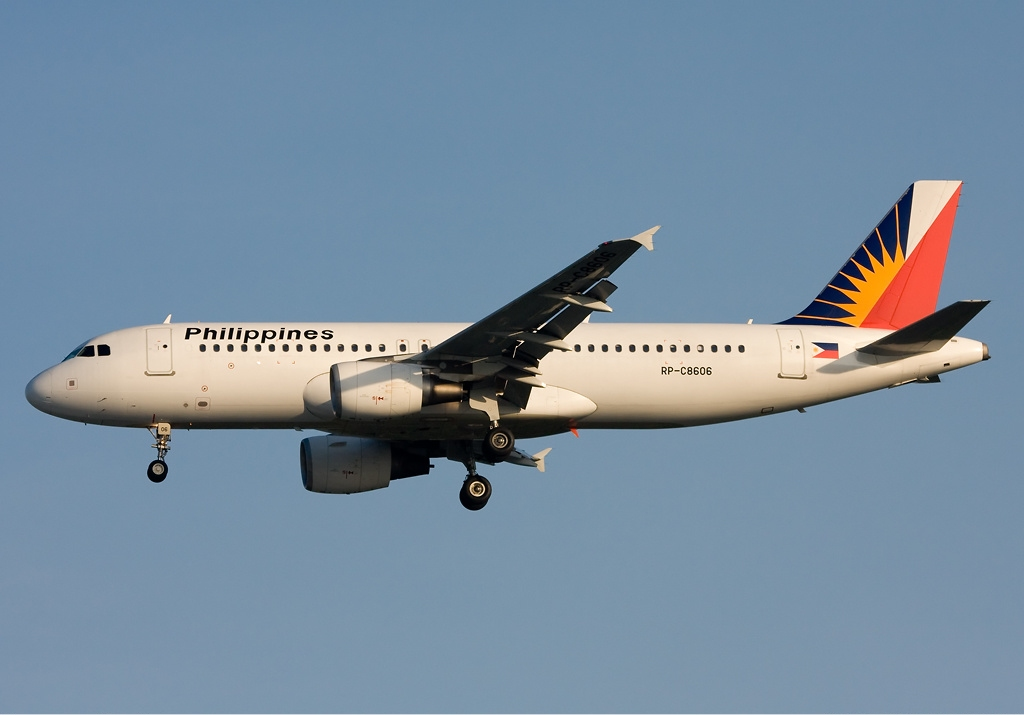
Airbus A320-200 der Philippine Airlines

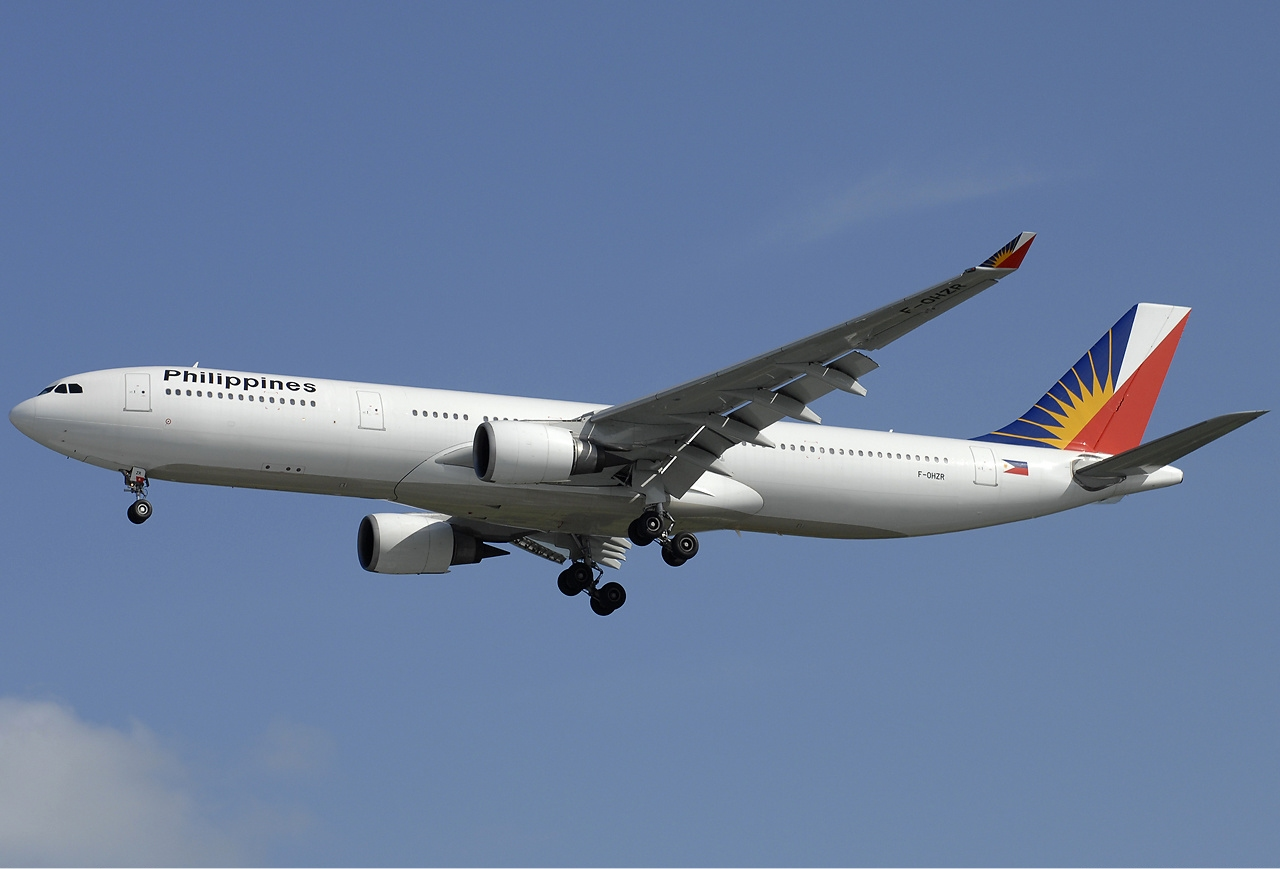
Airbus A330-300 der Philippine Airlines

### Aktuelle Flotte
Mit Stand September 2023 besteht die Flotte der Philippine Airlines aus 75 Flugzeugen mit einem Durchschnittsalter von 9,1 Jahren:
| Flugzeugtyp            | Anzahl | bestellt | Anmerkungen                                         | Sitzplätze (Business/Eco+/Eco)  | Durchschnittsalter |
| ---------------------- | ------ | -------- | --------------------------------------------------- | ------------------------------- | ------------------ |
| Airbus A320-200        | 13     |          | betrieben von PAL Express                           | 180 (–/–/180)                   | 14,0 Jahre         |
| Airbus A321-200        | 22     |          | zwei inaktiv; mit Sharklets ausgestattet            | 199 (12/–/187)                  | 8,7 Jahre          |
| Airbus A321neo         | 08     | 13       | drei inaktiv; Erstauslieferung am 31. Mai 2018      | 168 (12/–/156) 195 (12/–/183)   | 4,8 Jahre          |
| Airbus A330-300        | 10     |          | zwei inaktiv                                        | 309 (18/24/267) 368 (18/27/323) | 9,6 Jahre          |
| Airbus A350-900        | 02     |          | + 6 Optionen                                        | 295 (30/24/241)                 | 4,8 Jahre          |
| Airbus A350-1000       |        | 09       | Ersetzen B777-300ER; Auslieferung von 2025 bis 2027 | 380 (42/24/314)                 |                    |
| Boeing 777-300ER       | 09     |          | eine inaktiv                                        | 370 (42/-/328)                  | 10,0 Jahre         |
| De Havilland DHC-8-400 | 11     |          | eine inaktiv; betrieben von PAL Express             | 76 (–/–/76) 86 (–/–/86)         | 6,9 Jahre          |
| Gesamt                 | 75     | 22       |                                                     |                                 | 9,1 Jahre          |

### Ehemalige Flugzeugtypen

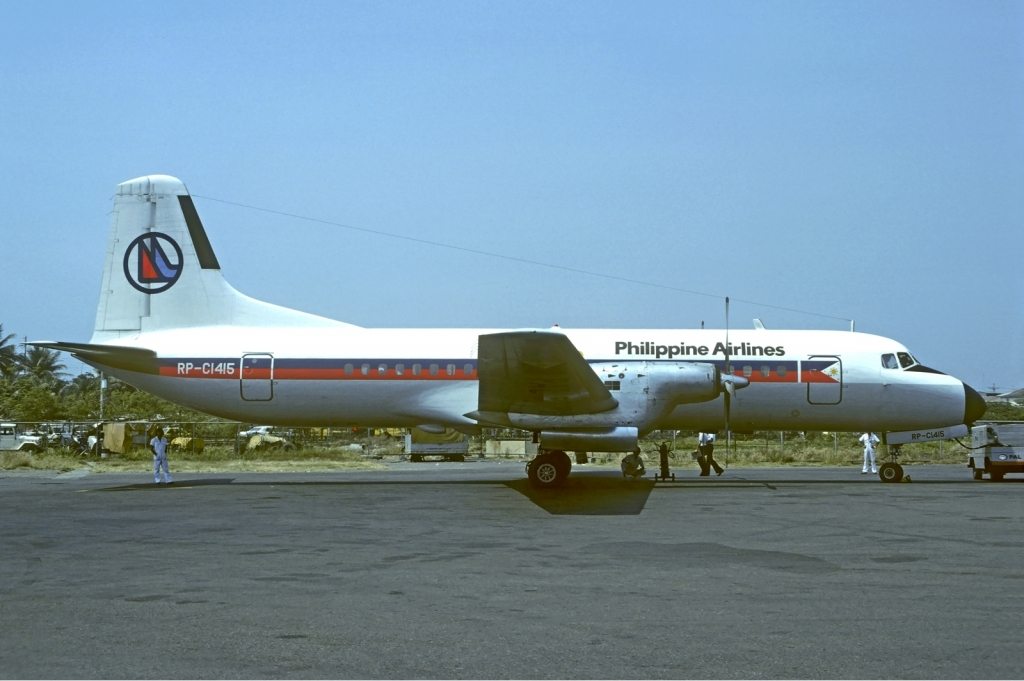
NAMC YS-11 der Philippine Airlines im Jahr 1979

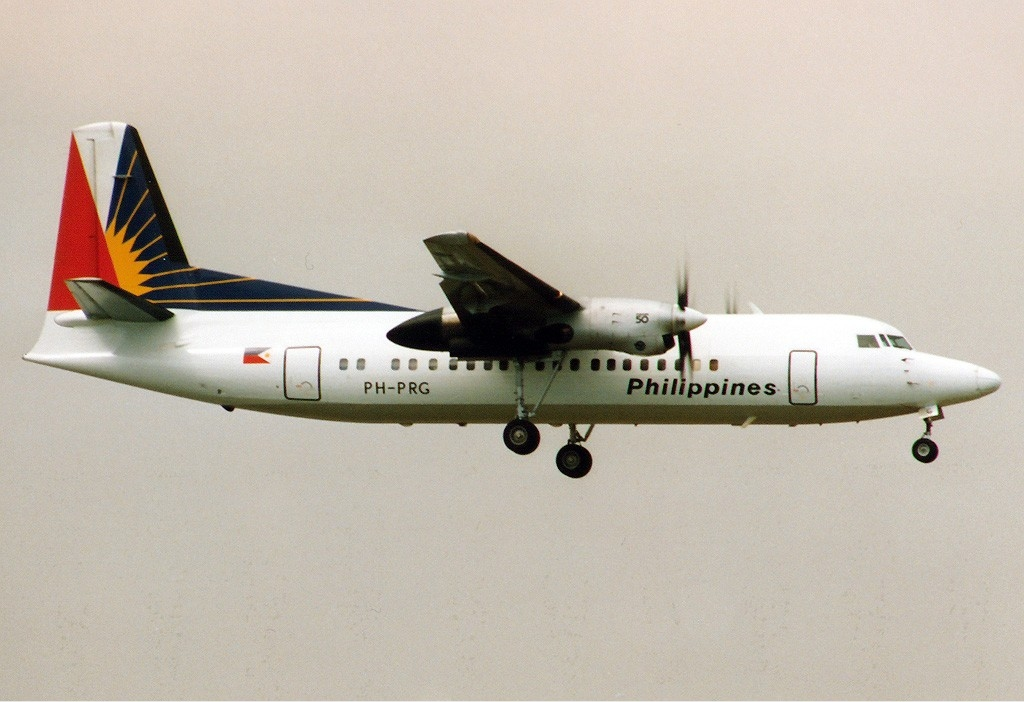
Fokker 50 der Philippine Airlines im Jahr 1996

In der Vergangenheit betrieb Philippine Airlines unter anderem folgende Flugzeugtypen:
- Airbus A300B4-100/200/600
- Airbus A319-100
- Airbus A340; am 10. Juli 2019 verließ die letzte Maschine des Typs, welche seit 2018 nicht mehr planmäßig eingesetzt worden war, Manila mit Ziel USA. Zehn Maschinen waren eingesetzt worden, davon vier neu gekaufte sowie 6 Occasionen von Iberia.[11]
- BAC 1-11
- Beechcraft Model 18
- Boeing 727-200
- Boeing 737-300/400
- Boeing 747-200/400
- Douglas DC-3
- Douglas DC-4
- Douglas DC-8
- Fokker F-27
- Fokker 50
- Hawker-Siddeley HS 748
- McDonnell Douglas DC-10-30
- McDonnell Douglas MD-11
- NAMC YS-11

## Zwischenfälle
Von 1946 bis Januar 2024 kam es bei Philippine Airlines zu 56 Totalschäden von Flugzeugen. Bei 36 davon kamen 469 Menschen ums Leben.
Die vollständige Liste für Totalschäden findet sich im verlinkten Hauptartikel.